# Kirimojaväxter
Kirimojaväxter  (Annonaceae) är en växtfamilj som tillhör ordningen Magnoliales. Kirimojaväxterna är indelade i 129 släkten som sammanlagt består av omkring 2220 arter. Familjen förekommer mest i tropiska områden.